# Che vaqueira
Che vaqueira (Ḷḷ) és un nom genèric per a designar a diferents al·lòfons del fonema /ʎ/ propis dels dialectes occidentals de l'asturlleonès.
El terme che vaqueira és exacte per diverses raons: 
1. En primer lloc, perquè fa referència a diversos sons diferents entre si.
2. Es denomina a més vaqueira per ser característica dels vaqueiros de l'occident d'Astúries.

## Realitzacions
Segons Xosé Lluis García Arias, els al·lòfons de /ʎ/ es podrien resumir de la següent manera: 
- [ɖ]: oclusiva retroflexa sonora. Característica de la zona de Sisterna en el conceyu d'Ibias.
- [dʐ]: africada retroflexa sonora. Pròpia de la parla de la Bordinga i potser de la parla de l'Alt Aller.
- [tʂ]: africada retroflexa sorda. Conceyus d'Aller, Quirós i uns altres.
- [t͡s]: africada alveolar sorda. Conceyus de Lena, sud de Mieres i uns altres.

## Orígens
Aquests sons provenen de les l- i -ll- llatines i, ocasionalment, de pl-, kl- i fl- Així: 
- LUPU > ḷḷobu
- MOLLE > mueḷḷe
- CLAMARE > ḷḷamar
- PLANTARE > ḷḷantar
- (Villa) FLACCIDIANA > Ḷḷḷaciana

## Distribució
Totes aquestes realitzacions de /ʎ/ són característiques de les dialectes occidentals de l'asturlleonès, que Diego Catalán va denominar B, C i D, això és, els conceyus de Valdés, Tineo, Cangas del Narcea, Degaña, Somiedo, Teverga, Quirós; l'est dels conceyus de Navia, Villayón, Allande i Ibias, i l'oest dels conceyus de Cudillero, Salas i Miranda.
En la zona de l'asturià central, la che vaqueira és pròpia dels conceyus de Lena, Riosa i Aller, així com el sud dels conceyus de Mieres i Morcín.
A la província de Lleó es troba a Babia, Laciana, Lluna, Los Argüeyos, però també al nord-oest del Bierzo i al nord d'Omaña.

## Grafies
Les grafies que s'han anat emprant per a escriure aquest fonema durant tota la seva història han sigut: -ts-, -tş-, -ŝ-, -th-, -tch-, -chx-, -lh-, etc.
L'Acadèmia de la Llengua Asturiana proposa el dígraf etimològic Ḷḷ, i allí on tipogràficament sigui impossible emprar-lo, recomana -l.l-.